# Carlos Nelson Ferreira dos Santos
Carlos Nelson Ferreira dos Santos (Rio de Janeiro, 1943 — , 1989) foi um arquiteto, urbanista, professor universitário e antropólogo brasileiro.
Para Maurício de Almeida Abreu, Carlos Nelson foi um grande pensador urbano brasileiro.[carece de fontes?] Seu compromisso profissional foi sempre o de pensar a cidade a partir de uma práxis transformadora, o que conseguiu fazer de uma forma muito particular e reveladora de seu espírito criativo, inovador, questionador, polêmico.[carece de fontes?]

## Biografia
Carlos Nelson formou-se arquiteto pela Universidade do Brasil, em 1966. Foi cientista visitante no Departamento de Estudos Urbanos do Massachusetts Institute of Technology (MIT) em 1971, e mestre em antropologia social pelo Museu Nacional da Universidade Federal do Rio de Janeiro em 1979. Tornou-se doutor em arquitetura pela Universidade de São Paulo em 1984.
Começou sua carreira 1964, com trabalhos sobre habitação popular (assessor da FAFEG e elaboração de planos de urbanização de favelas para a Companhia de Desenvolvimento de Comunidades (CODESCO). A partir de 1975 foi chefe do Centro de Estudos e Pesquisas Urbanas do Instituto Brasileiro de Administração Municipal (IBAM). Carlos foi também professor do Instituto de Economia Industrial da Universidade Federal do Rio de Janeiro e professor titular da Universidade Federal Fluminense, onde até hoje exerce profunda influência na formação dos alunos.[carece de fontes?]
Escreveu diversos livros, entre eles A Cidade como Jogo de Cartas e Movimentos Urbanos no Rio de Janeiro, além de  artigos, relatórios e filmes publicados ou exibidos no Brasil e no estrangeiro. Promoveu cursos e seminários em universidades e instituições internacionais na América Latina, nos Estados Unidos, na Europa, na Ásia e na África.[carece de fontes?] A pesquisa A Apropriação de Espaços de Usos Coletivos em um Centro de Bairro (FINEP/FNDCT/IBAM, Abr.1980), realizada no Centro de Pesquisas Urbanas (CPU) do IBAM, então coordenado por Carlos Nelson Ferreira dos Santos, deu origem ao livro Quando a Rua Vira Casa, escrito por Arno Vogel e Marco Antonio da Silva Mello, com desenhos de Orlando Mollica, publicado em 1981 (2a. edição revista e atualizada), em 1985 (3a. edição, Ed. Projeto) e em 2017 (4a. edição. EdUFF, edição revista e ampliada). O livro Quando a Rua Vira Casa rendeu um filme homônimo, dirigido por Maria Tereza Porciúncula de Moraes.[carece de fontes?]
Foi o responsável por planos e projetos de desenvolvimento urbano para várias cidades brasileiras, abrangendo as seguintes áreas: urbanismo, habitação, transporte, saneamento, equipamentos urbanos, sistema viário, ação social e econômica.[carece de fontes?]
Trabalhou no projeto de urbanização de favela no bairro de Brás de Pina, cuja proposta antagonizava o movimento de retirada de favelas para condomínios, vigente na época.[carece de fontes?] Este projeto serviu de base para o atual programa "favela-bairro" da prefeitura do Rio de Janeiro.[carece de fontes?]